# Khetlal
Khetlal är ett underdistrikt i Bangladesh. Det ligger i den nordvästra delen av landet, 200 km nordväst om huvudstaden Dhaka.
Trakten runt Khetlal består till största delen av jordbruksmark. Runt Khetlal är det mycket tätbefolkat, med 1 056 invånare per kvadratkilometer.